# Charlie-Chaplin-Statue (London)

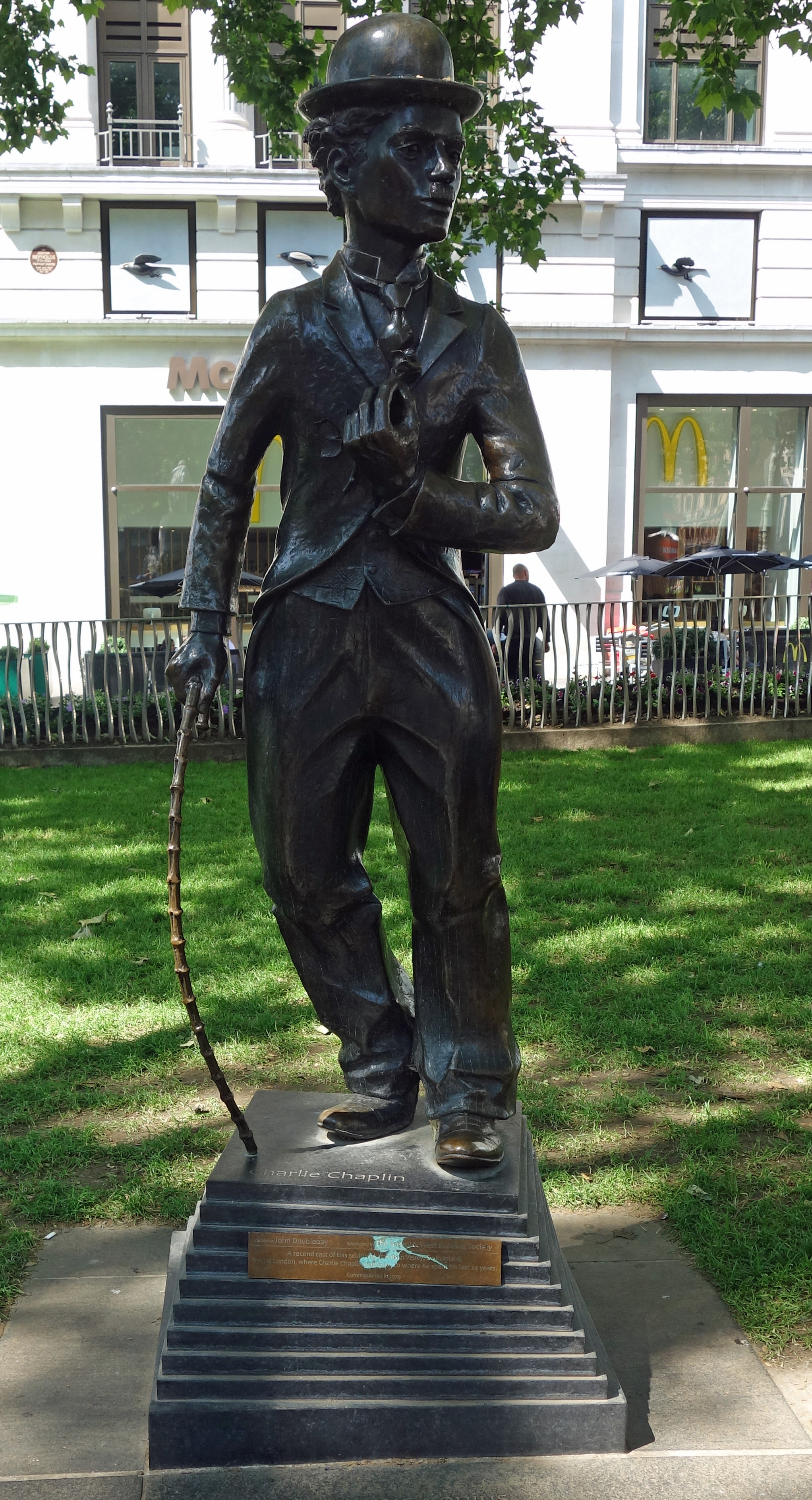
Statue des Charlie Chaplin 2018

Die Charlie-Chaplin-Statue ist eine lebensgroße Bronzefigur des britischen Schauspielers, Regisseurs, Drehbuchautors, Schnittmeisters, Komponisten, Filmproduzenten und Komikers Charlie Chaplin (1889–1977) auf dem Leicester Square in London.

## Geschichte
Die Figur wurde von dem britischen Maler und Bildhauer John Doubleday angefertigt. Sie wurde am 16. April 1981 (dem 92. Jahrestag von Chaplins Geburt) an seinem ursprünglichen Standort an der südwestlichen Ecke des Leicester Square von dem Schauspieler Ralph Richardson enthüllt. Eine Gedenktafel aus Chrom an der Vorderseite des Sockels trug die Inschrift: Charles Spencer Chaplin, 16 April 1889 – 25 December 1977, Comic Actor, Director and Producer und darunter den eingravierten Satz: THE COMIC GENIUS/ WHO GAVE PLEASURE/ TO SO MANY. (Das Komiker-Genie, das so vielen Freude gab).
Aufgrund einer Umgestaltung des Leichester Square wurden die dort befindlichen Statuen von William Hogarth, Joshua Reynolds, John Hunter, Isaac Newton und Charlie Chaplin entfernt und restauriert, da sie wetterbedingt einige Schäden aufwiesen. 2013 wurde die Chaplin-Statue an einer abseits gelegene Stelle wieder aufgestellt, bevor sie 2016 erneut in das Zentrum des Leichester Square rückte.

## Beschreibung
Die lebensgroße, auf einem Betonsockel stehende Statue zeigt Charlie Chaplin in seiner filmischen Paraderolle als The Tramp. Sein Gesichtsausdruck ist ernst. Auf dem Kopf trägt er eine Melone, sein Jackett ist eng, die Hosen weit und zerknittert. Außerdem trägt er eine Weste, ein Hemd mit Stehkragen sowie eine Krawatte. In der linken Hand hält er eine Rose. Mit der rechten Hand stützt er sich auf einem Gehstock ab, der sich durch den Druck seines Gewichts verbiegt. Nach der Restaurierung wurde die Statue auf einem neuen, treppenförmigen Sockel platziert. Dieser zeigt den Namen Charlie Chaplin auf der obersten Platte sowie ein Schild mit Angaben zum Bildhauer, dem Sponsor sowie einen Hinweis auf die Reprise in Vevey.

## Vergleich mit weiteren Charlie-Chaplin-Statuen
Eine Reprise der Londoner Chaplin-Statue wurde von John Doubleday mit minimalen Änderungen versehen und in Vevey in der Schweiz aufgestellt. Die Stadt hat insofern eine besondere Beziehung zu Chaplin, da er in Corsier-sur-Vevey seine letzten Lebensjahre bis zu seinem Tod verbrachte. Fast alle weltweit existierenden Chaplin-Statuen ähneln in Haltung und Gesichtsausdruck der London-/Vevey-Version. Lediglich in Waterville zeigt er ein Lächeln. Die Shanghai-Version zeigt The Tramp im Sitzen. Die folgenden Bilder vergleichen die Statuen, die in einigen Städten aufgestellt sind.

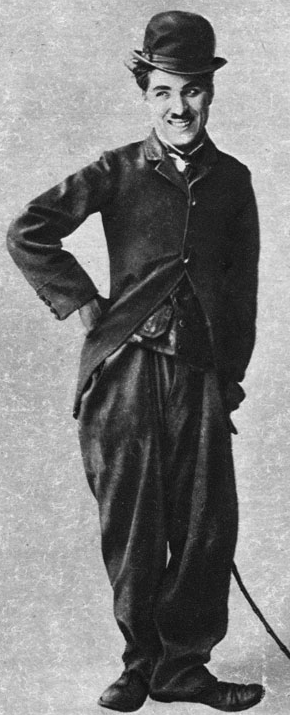
Foto von 1915
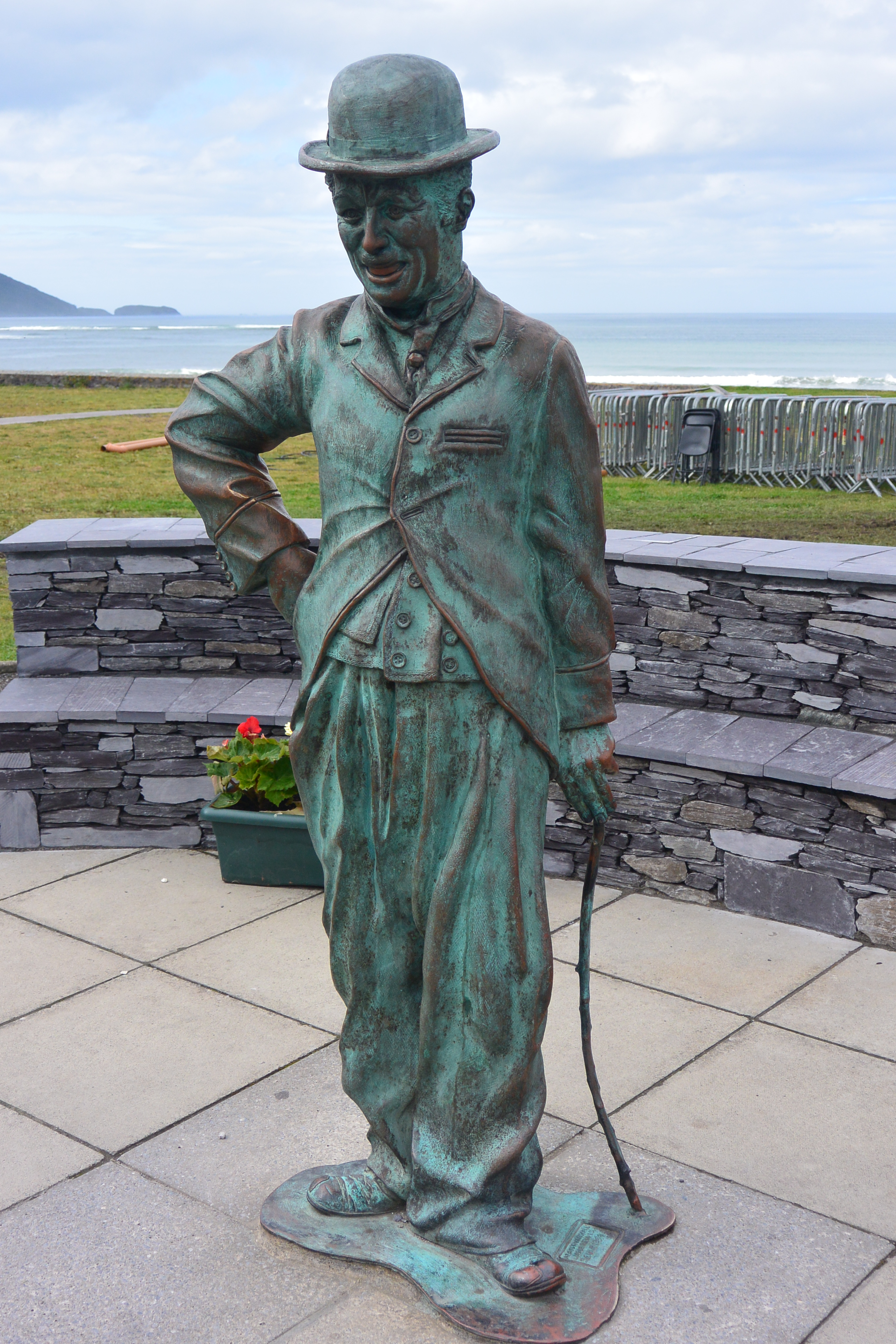
Waterville
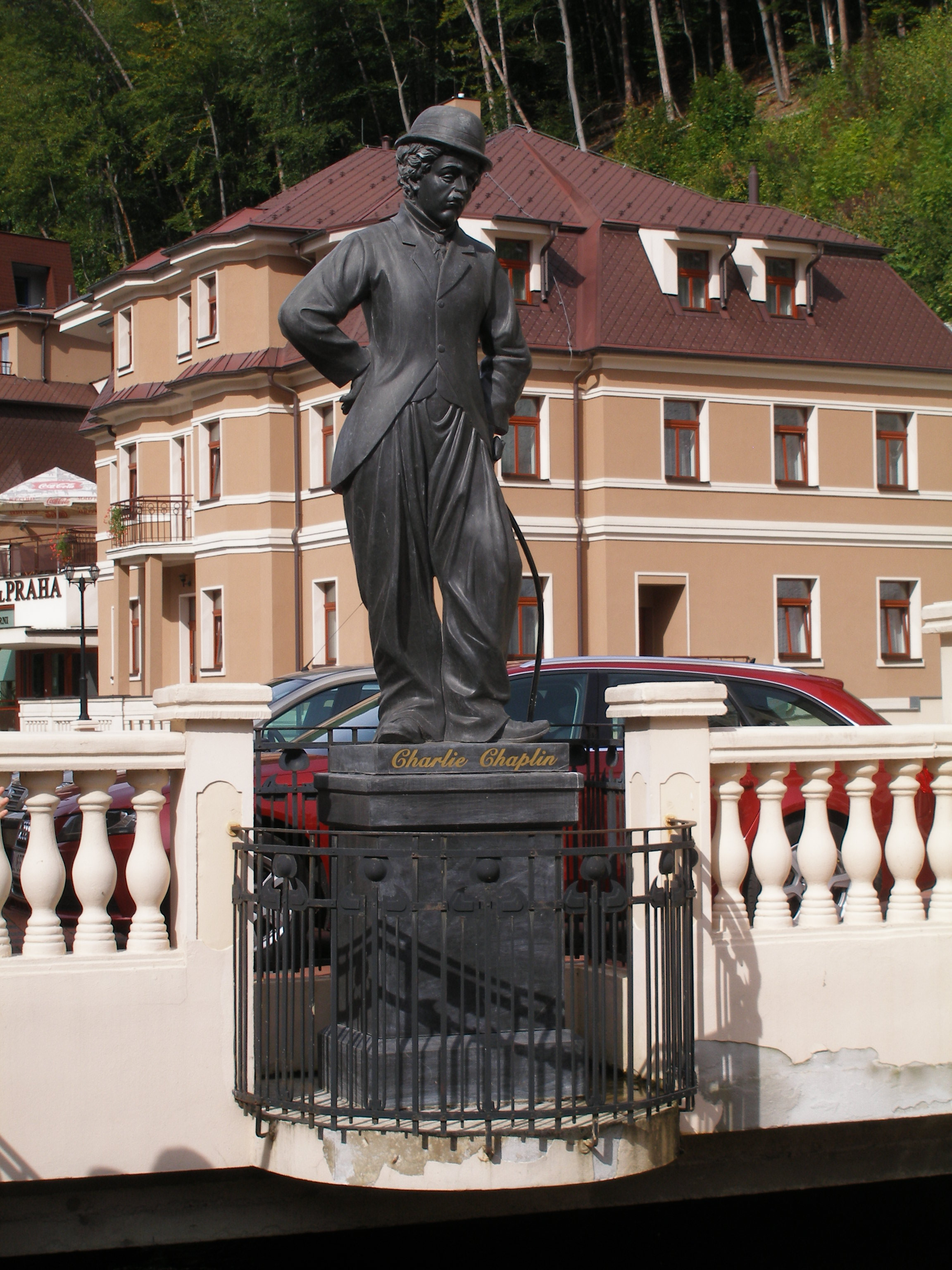
Teplice
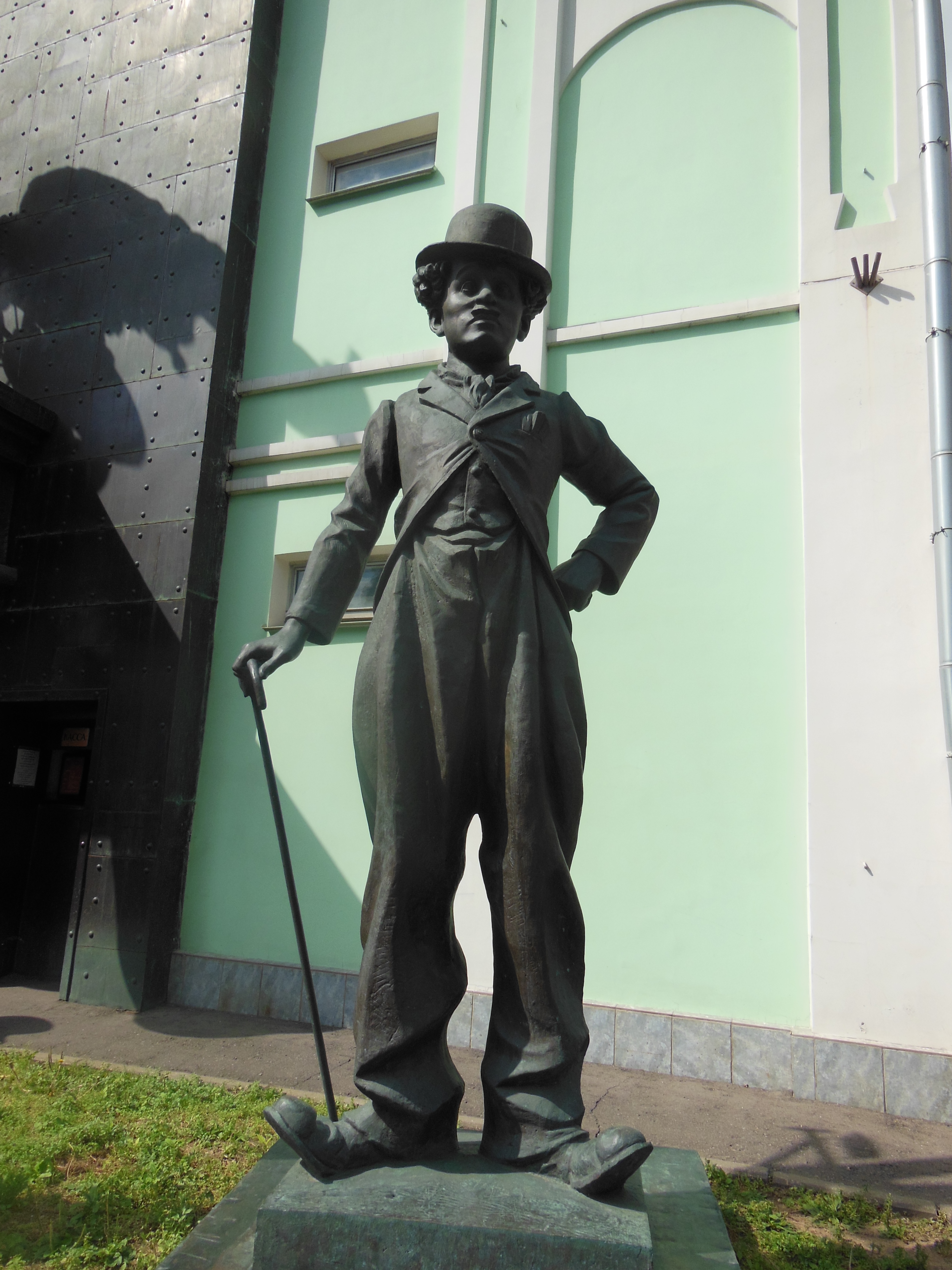
Tiflis
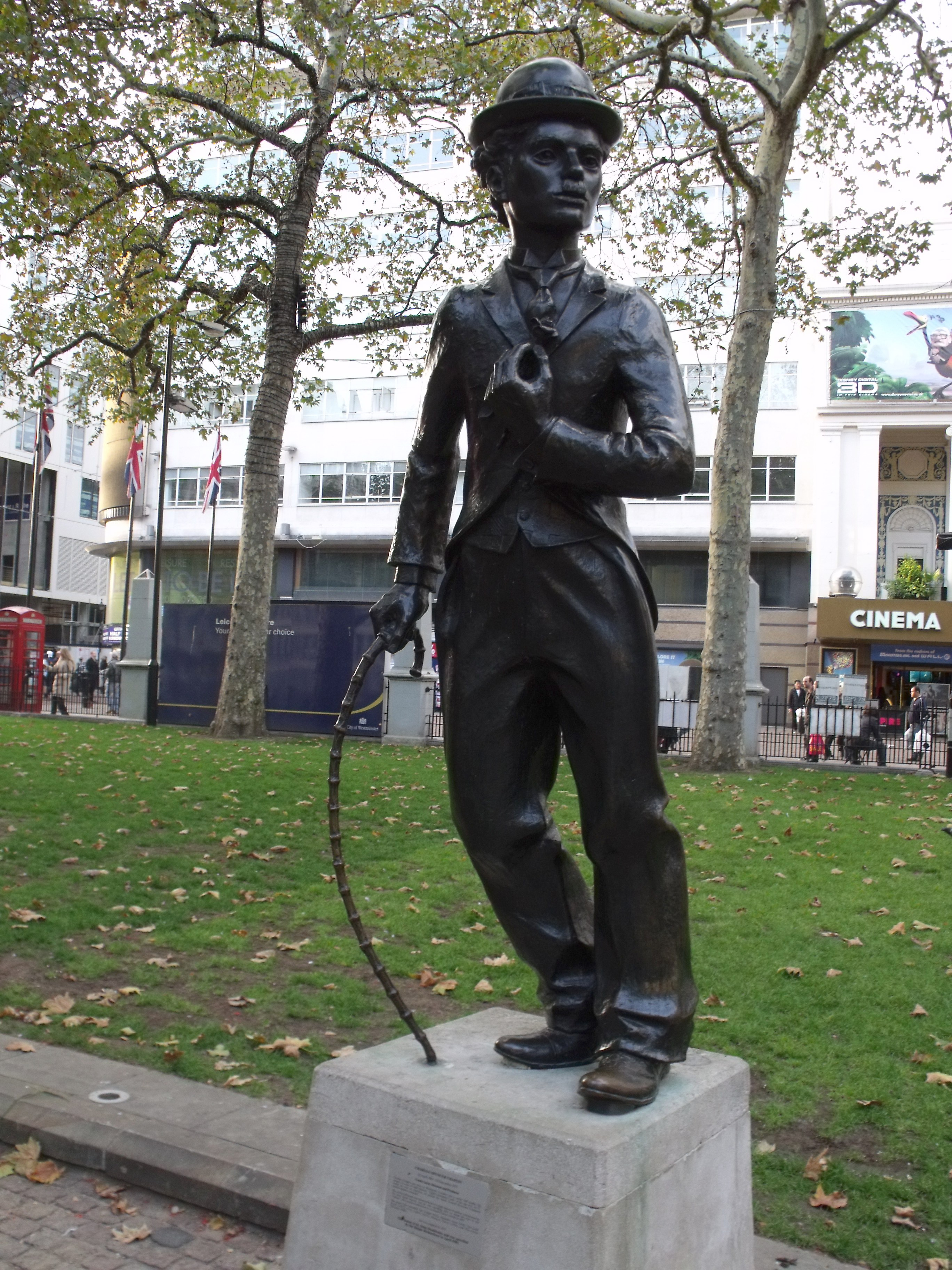
London 2009
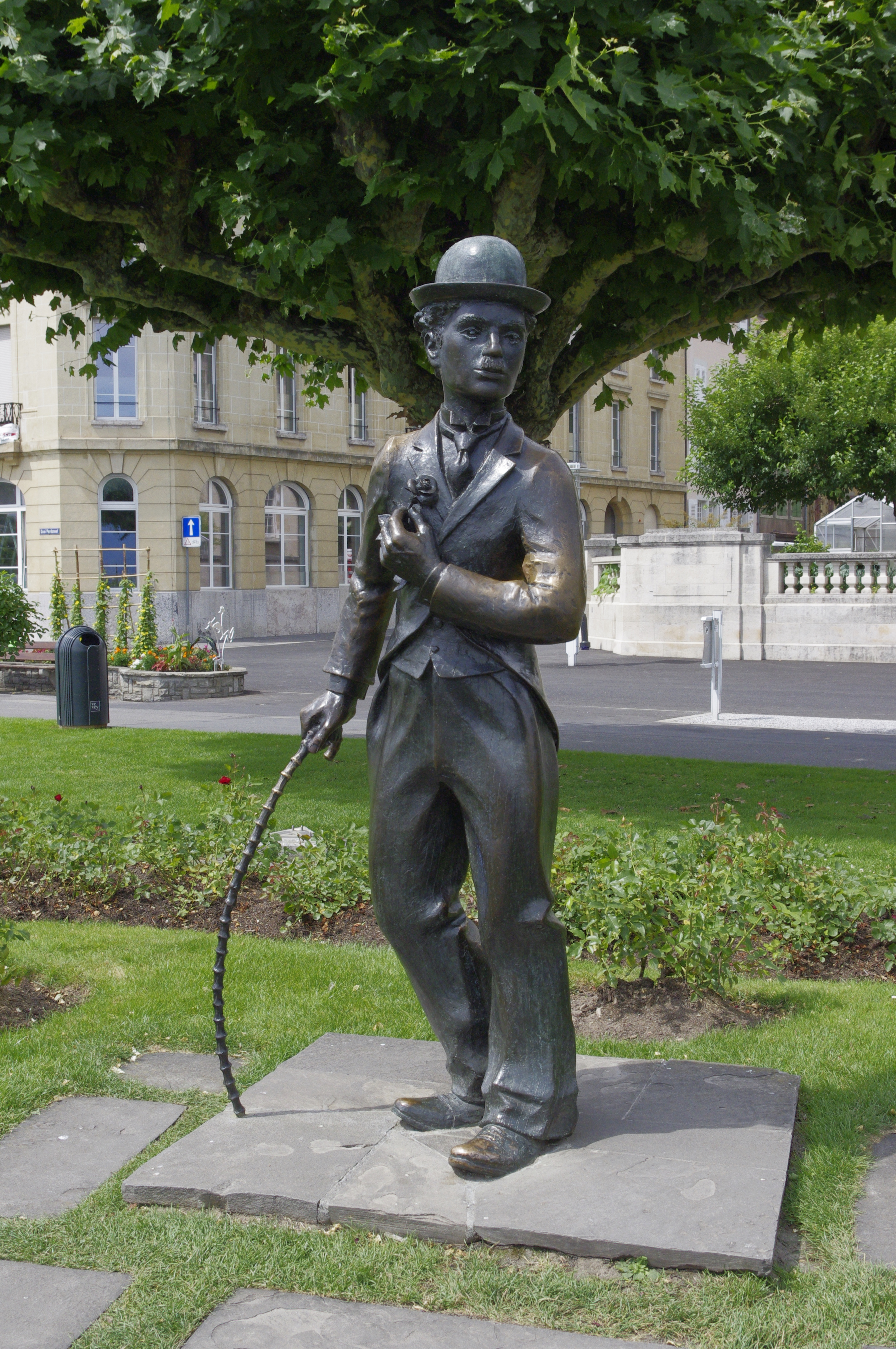
Vevey
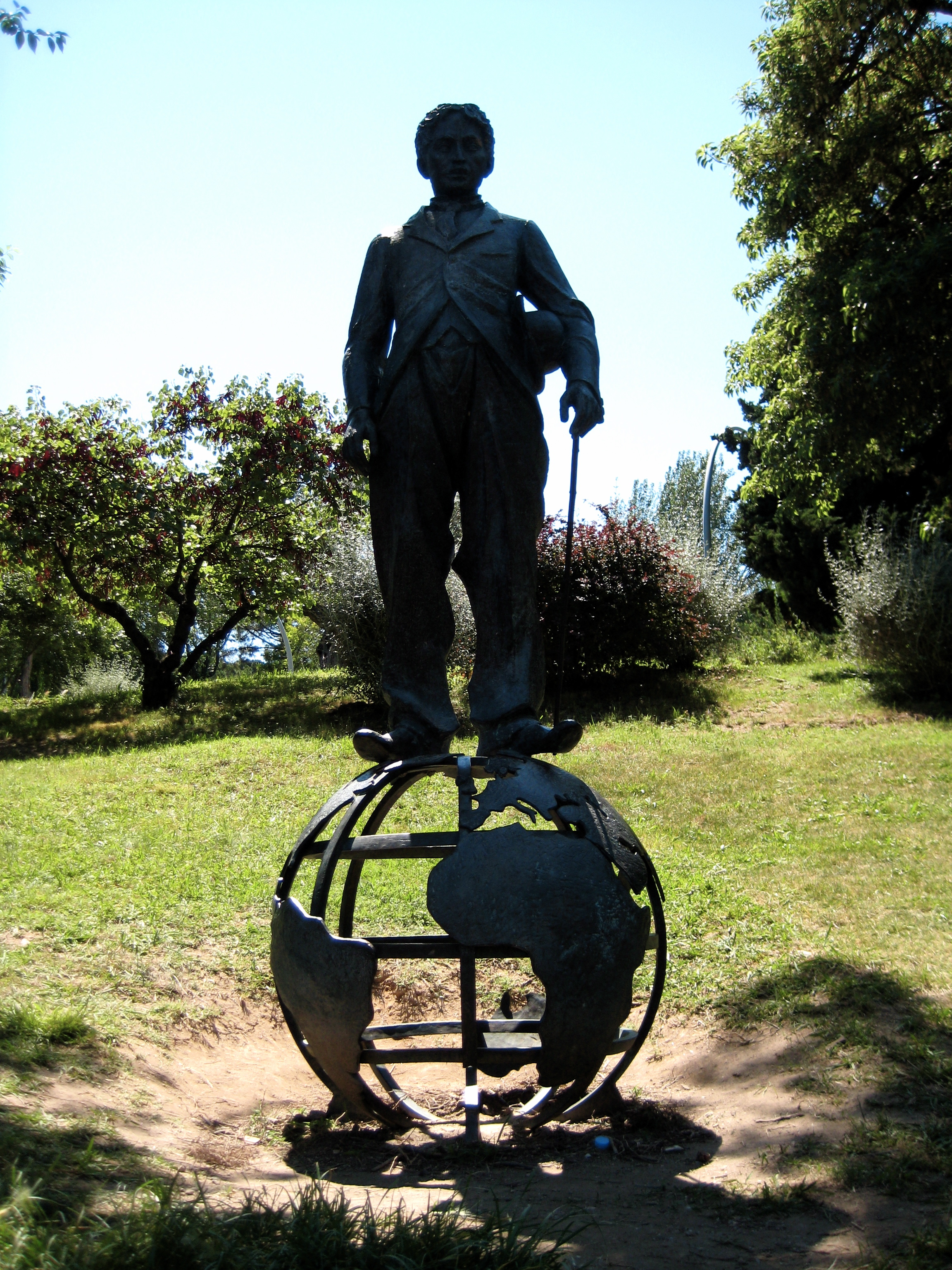
Barcelona
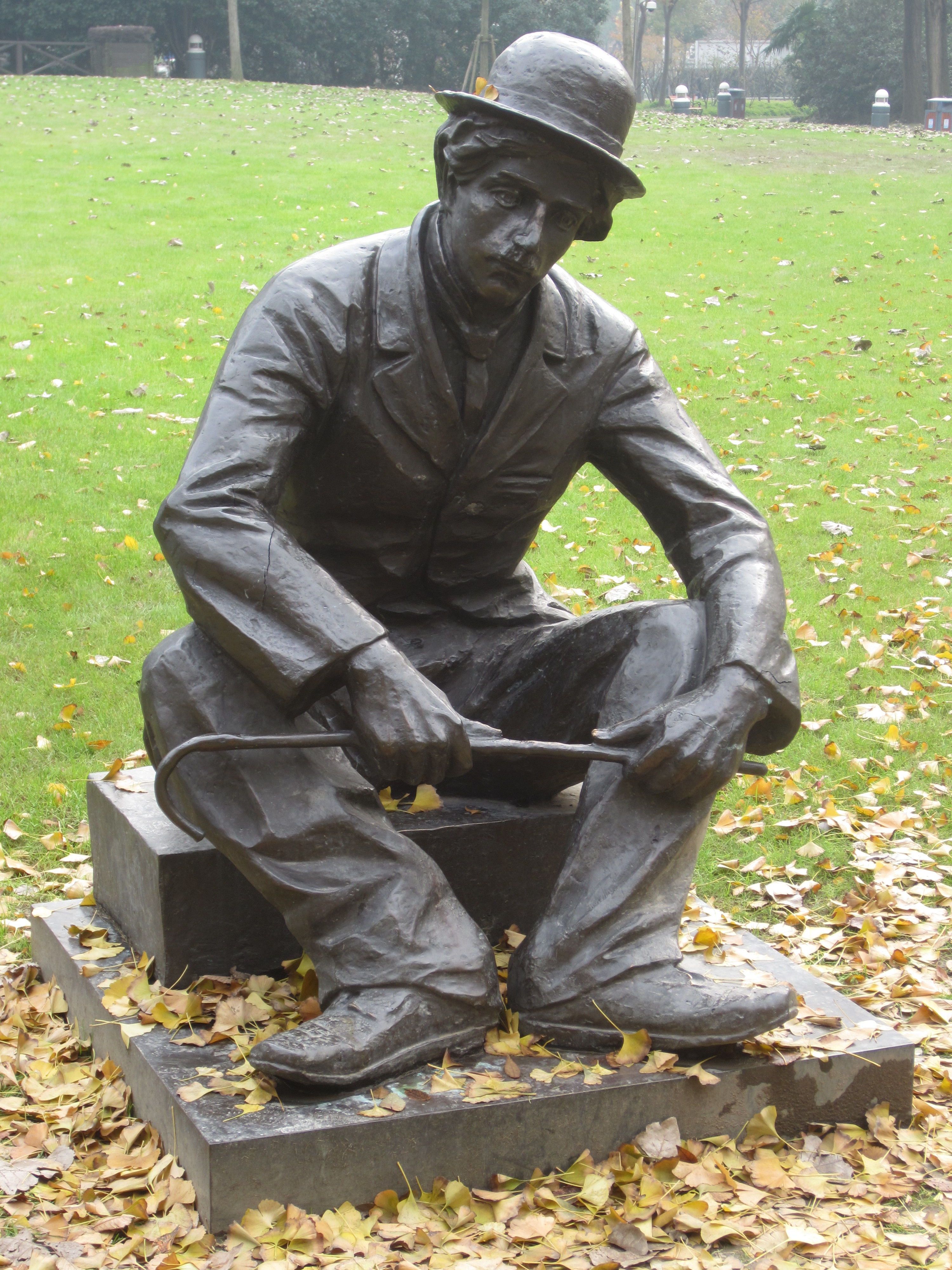
Shanghai